# Vajiralongkorn
Maha Vajiralongkorn Bodindradebayavarangkun (în thailandeză สมเด็จพระเจ้าอยู่หัวมหาวชิราลงกรณ บดินทรเทพยวรางกูร; n. 28 iulie 1952, Amphorn Sathan Residential Hall⁠(d), Bangkok, Thailanda) este rege al Tailandei din 13 octombrie 2016. Ca al zecelea monarh al dinastiei Ciakri, el este cunoscut și sub numele Rama al X-lea. 
Este singurul fiu al fostului rege al Tailandei, Bhumibol Adulyadej (Rama al IX-lea) și al reginei Sirikit. După decesul tatălui său, la 13 octombrie 2016, urma să îi succeadă tatălui său la tronul Tailandei, dar a cerut timp să își jelească tatăl înainte de a prelua tronul. A acceptat să preia tronul la data de 1 decembrie 2016, dar nu va fi încoronat decât după incinerarea tatălui său. 

## Biografie
Vajiralongkorn s-a născut la palatul "Dusit" din Bangkok. A fost educat la școala primară din Bangkok, apoi la colegii particulare din Regatul Unit (King's Mead School, Seaford and Millfield School, Somerset) și din Australia (The King's School, din Sydney).
Prințul a fost instruit militar la Royal Military College din Australia și a luat diploma în arte la Universitatea "Sukhothai Thammatirat" din Bangkok. Din 1975, a servit ca ofițer în armata regală tailandeză.

### Presa
Din cauza legii lèse majesté, critica familiei regale este strict interzisă în Tailanda. Totuși, viața privată a lui Vajiralongkorn a continuat să fie un subiect controversat de discuții, deși nu publice. La 10 ianuarie 2002, ediția Far Eastern Economic Review (FEER), un articol a sugerat că Vajiralongkorn face afaceri cu primul ministru de atunci Thaksin Shinawatra. Imediat s-a interzis distribuția revistei, iar guvernul tailandez, invocând o amenințare la adresa siguranței naționale, a suspendat vizele celor doi corespondenți tailandezi FEER.
În 2002, The Economist a scris că "Vajiralongkorn este mai puțin stimat (decât regele.) [...] În plus, nici un succesor, totuși demn, nu poate spera să egaleze statura regelui Bhumibol, aflat la 64 de ani pe tron." Acest număr din The Economist a fost interzis în Tailanda.
În 2010, un alt număr din The Economist (care nu a fost distribuit în Tailanda) a afirmat că Vajiralongkorn este "foarte urât și temut" și "imprevizibil la excentricitate", în timp ce ediția online a ziarului Asia Sentinel care a afirmat că el este "considerat practic ca incapabil să conducă" a fost blocată la scurt timp după aceasta.
La 12 noiembrie 2009, o filmare video lansată de Wikileaks a arătat că Vajiralongkorn și prințesa Srirasmi au sărbătorit ziua de naștere a cățelului prințului. Părți din această filmare au apărut la programul 'Foreign Correspondent' al postului autralian ABC TV la 13 aprilie 2010, ca parte a unui documentar de o jumătate de oră critic față de familia regală din Tailanda.
La 19 ianuarie 2009, australianul Harry Nicolaides, a fost condamnat la trei ani de închisoare pentru publicarea unei cărți ficționale considerată că a comis lèse majesté (mai târziu, Nicolaides a fost iertat de rege). Pasajul incriminat a fost "dacă prințul îndrăgostit de una din soțiile sale minore ar fi fost înșelat de aceasta, ea și întreaga ei familie ar fi dispărut împreună cu numele lor, întreg neamul și toate vestigiile existențelor lor vreodată ar fi fost eliminate pentru totdeauna" Rețeaua globală de știri de la CNN a refuzat să transmită public acel pasaj.
În iulie 2011, autoritățile judiciare germane din München au confiscat o aeronavă Boeing 737 care aparținea prințului moștenitor Vajiralongkorn, din cauza unei datorii pe care Tailanda o avea față de o firmă nemțească. "Am așteptat să ni se achite datoria de 30 de milioane de euro timp de mai mulți ani, iar această măsură este pur și simplu ultima soluție", a declarat administratorul firmei, Werner Schneider. Datoria este veche de 20 de ani. Guvernul tailandez, care nu a răspuns cererilor Germaniei, a numit mișcarea "extrem de nepotrivită".
 La 1 august biroul de presă al prințului Vajiralongkorn a anunțat că datoria de 20 milioane de euro va fi plătită chiar de prinț. O zi mai târziu, ministrul de externe tailandez a confirmat că datoria va fi plătită de guvernul tailandez.

### Familie
La 3 ianuarie 1977 Vajiralongkorn s-a căsătorit cu prințesa Soamsavali Kitiyakara (n. 1957), verișoară primară din partea mamei sale. Împreună au o fiică, prințesa Bajrakitiyabha născută în 1978. Prințul Moștenitor Vajiralongkorn a început o relație cu actrița Yuvadhida Polpraserth la sfârșitul anilor 1970 și a avut câțiva copii cu ea. Deși prințesa Soamsavali a refuzat timp de mulți ani să divorțeze, în cele din urmă, în ianuarie 1993 a existat un proces. În cadrul procedurii judiciare, Vajiralongkorn a acuzat-o pe prințesa Soamsavali de a fi complet vinovată pentru eșecul relației. Ea nu a putut respinge acuzațiile din cauza legii lèse majesté. Divorțul s-a finalizat în iulie 1993.  Prințesa Soamsavali și fiica ei au continuat să joace un rol important în ceremoniile regale.
Când Vajiralongkorn a cunoscut-o pe Yuvadhida Polpraserth, ea era o actriță aspirantă. Ea a devenit partenera lui și l-a născut pe primul lui fiu, prințul Juthavachara Mahidol, la 29 august 1979. Mai târziu au avut alți trei fii și o fiică. S-au căsătorit în februarie 1994. Când în 1996 ea a fugit în Marea Britanie împreună cu copiii, Vajiralongkorn a acuzat-o de adulter cu Anand Rotsamkhan, un mareșal de 60 de ani. Prințul și-a răpit fiica și a adus-o înapoi în Tailanda pentru a trăi lângă el. Fiica lor a fost mai târziu ridicată la rangul de prințesă în timp ce pentru Sucharini și fiii ei s-au anulat pașapoartele diplomatice. Ea și fiii ei s-au mutat în Statele Unite. Începând din 2007, Sujarinee este cunoscută sub numele de Sujarinee Vivacharawongse.
Vajiralongkorn s-a căsătorit din nou la 10 februarie 2001 cu Srirasmi Akharaphongpreecha, o femeie de rând care era în serviciul lui din 1992. Căsătoria nu a fost făcută public până în 2005. Srirasmi a născut un fiu, prințul Dipangkorn Rasmijoti, la 29 aprilie 2005 și a devenit prințesa Srirasmi. Fiul a fost imediat ridicat la rangul de prinț.
În noiembrie 2014, Vajiralongkorn a trimis o scrisoare către ministerul de interne prin care a cerut ca familia prințesei Srirasm să fie deposedată de numele regal Akharaphongpreecha acordat ei, în urma comunicării că rudele ei apropiate sunt implicate în acte de corupție. Regele Tailandei le-a acordat divorțul în decembrie 2014.

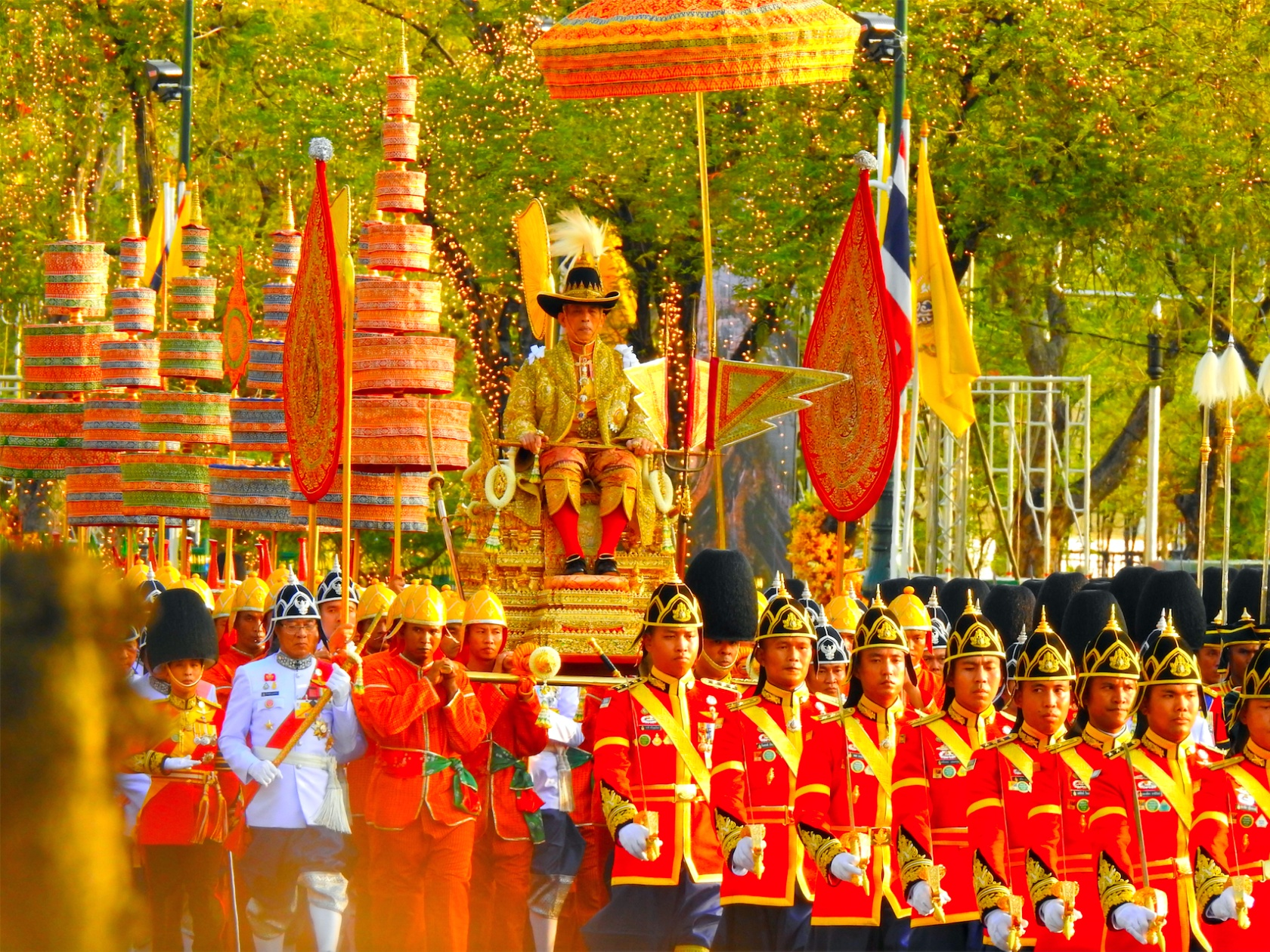
Procesiunea de încoronare a regelui Rama al X-lea (2019 d.C.)